# Saint-Savin, Vienne
Saint-Savin är en kommun i departementet Vienne i regionen Nouvelle-Aquitaine i västra Frankrike. Kommunen ligger i kantonen Saint-Savin som tillhör arrondissementet Montmorillon. År 2022 hade Saint-Savin 816 invånare.

## Befolkningsutveckling
Antalet invånare i kommunen Saint-Savin
| Referens: INSEE |